# لیگا ۳
لیگا ۳ (به آلمانی: Dritte Liga) و (به انگلیسی: 3. Fußball-Liga) سطح سوم فوتبال باشگاهی در آلمان است که پس از بوندس‌لیگا و بوندس لیگا ۲ معتبرترین لیگ فوتبال آلمان است. این لیگ در فصل ۰۹–۲۰۰۸ تشکیل شد؛ قبل از آن رگیونالیگا به عنوان سطح سوم فوتبال آلمان شناخته می‌شد. لیگا ۳ بالاترین دسته‌ای در فوتبال آلمان است که تیم‌های ذخیره (تیم‌های دوم) یک باشگاه می‌توانند در آن بازی کنند.
بازی‌های این لیگ از سال ۲۰۰۸ میلادی تاکنون با ۲۰ تیم برگزار می‌شود.